# Coeficiente de adecuación
Es uno de los conceptos de la matemática borrosa del cual aparecen múltiples aplicaciones en la literatura científica. Su definición fue introducida por el matemático español  Jaume Gil Aluja en 1996, en su obra "La gestión interactiva de los recursos humanos en la incertidumbre", planteada de la siguiente forma:
Sea un conjunto borroso {\displaystyle A={(a_{j},f(a_{j}))}} con {\displaystyle j=1,2,...,n} y sea el conjunto borroso ideal {\displaystyle I={(i_{j},f(i_{j}))}} con {\displaystyle j=1,2,...,n}; además se define {\displaystyle K_{i}=1} si {\displaystyle f(a_{j})\geq f(i_{j})} o {\displaystyle K_{i}=1-f(i_{j})+f(a_{j})} si {\displaystyle f(a_{j})<f(i_{j})}, entonces {\displaystyle CA=\sum _{i=1}^{n}{\frac {K_{i}}{n}}} se denomina coeficiente de adecuación de {\displaystyle A} a {\displaystyle I}.
Este valor, que toma valores desde cero hasta uno, expresa en qué medida un conjunto borroso se adecua a otro, es decir, cuánto parecido hay entre ambos.
En la práctica, está definición se ha utilizado para la adecuación de candidatos o alternativas con respecto a un perfil preestablecido, notándose que en caso de empate no había elementos teóricos para efectuar un desempate.
Entonces en 2013, el matemático cubano Javier Pérez Capdevila, en un artículo científico titulado “Una teoría de la adecuación” , introduce y define formalmente los conceptos de sobrepesos en la adecuación, coeficiente de desempate para coeficientes de adecuación iguales y coeficiente de desempate ajustado para coeficientes de adecuación iguales, lográndose el desempate en un número significante de casos.